# Blue Edwards
Theodore "Blue" Edwards (ur. 31 października 1965 w Waszyngtonie) – amerykański koszykarz, występujący na pozycjach rozgrywającego oraz rzucającego obrońcy.

## Osiągnięcia
NCAA
- Zawodnik Roku Konferencji CAA (1989)[1]

NBA
- Zaliczony do II składu debiutantów NBA (1990)[2]
- Uczestnik konkursu wsadów (1991)[1]